# Lookin' for Action
Looking for Action è il secondo album in studio del guitar hero giapponese Kuni pubblicato nel 1988 per l'etichetta discografica Polydor Records.

## Il disco
Il disco presenta un passo avanti nella carriera del chitarrista del sol levante. L'LP è un concentrato di Hair metal americano sulla scia di Dokken e Keel, ma reso più melodrammatico e sempre in tensione dalla voce magistrale del giovane Jeff Scott Soto.
Nel 1988 la band si imbarcherà in un tour giapponese, facendo anche una data con Quiet Riot e Dio al D-Live 1987.

## Tracce
1. Strangers in the Night
2. Shine On
3. Acoustic Piece
4. Memories of You
5. Lookin for Action
6. Don't Look Back
7. Say Goodbye
8. All Night Long
9. Reckless
10. Eyes of a Stranger
11. Little Rebel
12. Someday

## Formazione
- Kuni Takeuchi - chitarre
- Jeff Scott Soto - voce
- Douglas Taylor Baker - basso
- Mike Terrana - batteria